# Great Neck Plaza
Great Neck Plaza es una villa ubicada en el condado de Nassau en el estado estadounidense de Nueva York. En el año 2009 tenía una población de 6.750 habitantes y una densidad poblacional de 8.437,5 personas por km². Great Neck Plaza se encuentra dentro del pueblo de North Hempstead.

## Geografía
Great Neck Plaza se encuentra ubicada en las coordenadas 40°47′13″N 73°43′33″O / 40.78694, -73.72583. Según la Oficina del Censo, la ciudad tiene un área total de 0,8 km² (0,3 mi²), de la cual 0,8 km² (0,3 mi²) es tierra y 0 km² (0 mi²) (0%) es agua.

## Demografía
Según la Oficina del Censo en 2000 los ingresos medios por hogar en la localidad eran de $54,591, y los ingresos medios por familia eran $70,781. Los hombres tenían unos ingresos medios de $51,863 frente a los $46,703 para las mujeres. La renta per cápita para la localidad era de $42,914. Alrededor del 7.1% de la población estaban por debajo del umbral de pobreza.